# Тлиси
Тлиси (багвал. Гьисси) — село в Ахвахском районе Дагестана, Входит в Тлибишинский сельсовет.

## Географическое положение
Село расположено рядом с р. Ахвах (бассейн р. Андийское Койсу), в 6 км к юго-западу от районного центра — села Карата.

## Население
| 1869 | 1888 | 1895 | 1926 | 1939 | 1970 | 1989 |
| ---- | ---- | ---- | ---- | ---- | ---- | ---- |
| 78   | ↗98  | ↘97  | ↗149 | ↗177 | ↗208 | ↗388 |
| 2002 | 2010 | 2021 |      |      |      |      |
| ↘330 | ↘211 | ↗317 |      |      |      |      |

Население села - багвалинцы